# Chau Sen Cocsal
 (novembre 2016).
Chau Sen Cocsal (en khmer : ចៅ សែនកុសល) (1905 - 2009) aussi appelé « Chhum » (ហៅ ឈុំ), est un homme politique cambodgien, premier ministre du 7 août au 6 octobre 1962.

## Biographie
Chau Sen Cocsal est né le 1er septembre 1905 à Tri Ton (Svay Tong ស្វាយទង en khmer), dans la province de Châu Dôc (en khmer : Moat Chrouk មាត់ជ្រូក), en Cochinchine, au sein d’une famille mandarinale d’origine khmère et proche du Palais.
Il fait ses études primaires au collège Sisowath de Phnom Penh avant d’intégrer le lycée Chasseloup Laubat de Saïgon
En 1926, à 21 ans, il décroche un baccalauréat de philosophie et de français et devient le premier Cambodgien diplômé
Après ce succès, il intègre l’administration coloniale française à Phnom Penh, en tant que cadre supérieur de deuxième classe.
En 1928, il devient gouverneur adjoint de la province de Takeo.
En 1929, il entre à la Faculté de Médecine de Hanoï mais abandonne les cours en 1931 ; c’est à cette occasion qu’il aurait tissé de premiers contacts avec les nationalistes vietnamiens.
À son retour, il retourne dans la province de Takeo où il prend la direction du district de Tralach.
En 1935, il part pour la province de Kompong Cham, en tant que responsable du district de Thbaung Khmaun avant de devenir gouverneur de la province de Pouthisat, puis, en 1938, de celle de Svay Rieng.
Il se marie le 2 avril 1940 avec Neang Van Thi Hai dont il aura 7 enfants.
De 1940 à 1944, il est gouverneur de la province de Kampong Chhnang.
À la fin de la seconde guerre mondiale, il refuse de fournir de la main d’œuvre pour des travaux forcés aux forces d’occupation japonaises et rejoint le maquis.
En 1945, au retour de l’administration française, il est nommé, pendant deux semaines, maire de Phnom Penh puis gouverneur de la province de Kompong Cham. Il en démissionnera le 15 octobre 1945, à la suite de l'arrestation de l'ancien Premier ministre Son Ngoc Thanh par les Français.
Il se réfugie alors en Cochinchine où il noue des relations avec les milieux nationalistes et deviendra même député Việt Minh de Tri Ton. Toutefois, la dissidence ne dure pas et dès le 28 février 1946, il se soumet aux autorités françaises à Kampot.
En 1948, il prend la charge de gouverneur de la province de Kandal. Il devra toutefois libérer le poste en juin 1949, accusé de mener une «collaboration trop étroite avec les autorités françaises ».
Il fait partie de la délégation représentant le Cambodge à la conférence de Pau chargée de régler des questions techniques et juridiques en suspens entre le gouvernement français et les états associés de l’Indochine dans le cadre d'un transfert de souveraineté (limitée) à ces derniers.
En 1951, il rejoint la Thaïlande, où il devient le premier ambassadeur cambodgien dans un pays étranger.
En 1952, il retourne au Cambodge, soupçonné cette fois d’entretenir des liens trop étroits avec les maquis de Son Ngoc Thanh qui réclament à la France l’indépendance du Cambodge.
Le 11 mai 1955, il rejoint le Sangkum Reastr Niyum, créé par Norodom Sihanouk, et qui va présider aux destinées du pays durant les quinze années à venir.
En 1956, il se met en disponibilité de la fonction publique et fonde la Banque khmère dont il devient Président Directeur Général.
En 1958, Chau Sen Cocsal est élu député de Kompong Cham et devient, en avril de la même année, président de l’Assemblée nationale, poste qu’il occupera jusqu’en 1968.
Du 7 août au 6 octobre 1962, il sera président du conseil.
En novembre 1962, il sera nommé Président directeur Général d’Electricité Du Cambodge
En 1969, âgé de 64 ans, il se retire de la vie publique.
En avril 1975, alors que Phnom Penh et Saigon tombent aux mains des forces communistes, il est arrêté lors d'une visite à sa famille au sud du Viêt Nam. Accusé d’espionnage au profit de la CIA, il est d’abord emprisonné 17 mois dans ce qu’il a appelé une « cage à poule » puis dans une cellule avec 40 autres détenus. Il passe ensuite deux ans en résidence surveillée à Saigon, avant d’être autorisé à rejoindre sa femme en France sous la pression de Paris.
Au retour de la paix, le roi Norodom Sihanouk le nomme président du conseil national suprême, poste qu’il occupe du 10 septembre 1990 au 19 juillet 1991.
Le 26 octobre 1993, il devient haut conseiller privé du roi, puis se voit autorisé à utiliser le titre d’excellence (Samdech), dénomination réservée à un très faible nombre de hauts fonctionnaires ; à titre de comparaison, en 2009, le Premier ministre Hun Sen, le président du sénat Chea Sim et celui de l’assemblée nationale Heng Samrin étaient les seules personnes extérieures à la famille royale autorisées à porter ce titre.
Le 26 décembre 1993, il devient le doyen du Conseil constitutionnel nouvellement créé.
En 2007, il se retire une seconde fois de la vie publique.
Le 22 janvier 2009, il meurt paisiblement à 103 ans, entouré des siens. Il est incinéré au terme d’une cérémonie officielle durant laquelle lui sont rendus des honneurs nationaux et militaires. Quelques années auparavant, il avait demandé à un de ses petits-fils de transmettre ses excuses aux habitants de Phnom Penh pour les encombrements que causerait son cortège funèbre.

## Sources
- (en) Cet article est partiellement ou en totalité issu de l’article de Wikipédia en anglais intitulé « Chau Sen Cocsal Chhum » (voir la liste des auteurs).
- (fr) AEFEK - Biographie de Chau Sen Cocsal 24 janvier 2009
- (fr) Ambassade de France au Cambodge - Hommage à Chau Sen Cocsal
- (fr) Université de Sherbrooke - Chefs de l'État cambodgiens